# Klooster Nieuw-Jeruzalem
Het klooster Nieuw-Jeruzalem (Russisch: Новоиерусалимский монастырь) is een Russisch-orthodox klooster in de Russische stad Istra. 

## Geschiedenis
Het klooster werd aanvankelijk in 1656 door patriarch Nikon als buitenverblijf gebouwd. De naam Jeruzalem voor het klooster werd ooit gekozen omdat het omringende landschap op dat van de Heilige Stad zou gelijken. 
Het architectonische ensemble bestaat uit de Opstandingskathedraal, de residentie van patriarch Nikon, muren met torens (1690-1694), de Drie-eenheidskerk en andere gebouwen die met stucwerk en majolica werden bewerkt. Tot de architecten die op verschillende momenten aan de bouw hebben bijgedragen behoren Jakov Grigorovitsj Boechosto, Matvej Fjodorovitsj Kazakov, Bartolomeo Rastrelli en Konstantin Thon. In de 17e eeuw werd in het klooster een omvangrijke bibliotheek opgebouwd. Tot de secularisatie (1764) bezat het klooster rond de 13.000-16.000 lijfeigenen en 22.000 hectare grond. Daarna restte het klooster nog twee kloosters in Moskou en 30 hectare grond.

## Sovjet-periode
In het jaar 1918 werd het klooster gesloten. In het voormalige klooster werd een geschiedenis- en kunstmuseum gevestigd. In 1935 werd ook het regionale museum van Oblast Moskou in de gebouwen gevestigd. Tijdens de Tweede Wereldoorlog werd het klooster geplunderd door een Waffen SS-divisie. Bij de aftocht bliezen de Duitsers de grote klokkentoren op en werden de muurtorens vernietigd. Het gewelf van de kathedraal zakte in en begroef de beroemde iconostase en andere kerkschatten onder het puin. In 1959 kon het museum weer voor bezoekers worden geopend. De herbouw van de klokkentoren werd pas in 2010 gestart.

## Heropening
In de jaren 1990 werd het klooster weer overgedragen aan de Russisch-Orthodoxe Kerk. In 1994 herkregen de gebouwen weer de oorspronkelijke functie als klooster terug. Op de kerstavond van 2007 woonde de Russische president Vladimir Poetin er een eredienst bij. In oktober 2008 riep president Dmitri Medvedev op tot het volledig herstel van het klooster in de komende 5-7 jaren